# 中华人民共和国外交部亚洲司
中华人民共和国外交部亚洲司（英語：Department of Asian Affairs of the Ministry of Foreign Affairs of the People's Republic of China），是由中华人民共和国外交部直接领导的工作机关。

## 机构沿革
1949年11月，中央人民政府外交部成立时即设有亚洲司统辖亚洲事务。1955年1月，亚洲司分设为第一亚洲司和第二亚洲司，第一亚洲司负责西亚事务，第二亚洲司负责东亚、东南亚和南亚事务。同年9月，第一亚洲司和第二亚洲司合并为亚洲司。1956年6月，西亚地区划归新成立的外交部西亚非洲司（今西亚北非司）。1958年10月，亚洲司分设为第一亚洲司和第二亚洲司，第一亚洲司负责东南亚、南亚事务，第二亚洲司负责东亚、越南、老挝、柬埔寨事务。1969年1月，外交部机构裁并，第一亚洲司和第二亚洲司又合并成统一的亚洲司。1981年5月，亚洲司再次分设为第一亚洲司和第二亚洲司，第一亚洲司负责东亚、东南亚事务，第二亚洲司负责南亚事务。1982年，为响应国务院机构改革，外交部精简内设机构，第一亚洲司和第二亚洲司再次合并为亚洲司。

## 工作职能
外交部亚洲司主要按照国务院和外交部给其确定的工作范围，负责办理以下各项工作：
- 负责掌握、研究亚洲地区和国家的情况和形势。
- 负责与亚洲地区、这一地区内的国家外交往来。
- 负责与亚洲地区、这一地区内的国家相关的涉外事务的具体事宜。
- 协调同亚洲国家间双边往来的具体政策。
- 指导中华人民共和国驻亚洲地区大使馆、领事馆的外交业务工作。
- 其他相关工作。

## 组织结构
- 中华人民共和国外交部
  - 外交部亚洲司
    - 亚洲司一处
    - 亚洲司二处
    - 亚洲司三处
    - 亚洲司四处
    - 亚洲司五处
    - 亚洲司六处
    - 亚洲司七处
    - 亚洲司八处

## 工作涉及的国家
外交部亚洲司的工作职能中“亚洲”的范围不是广义上的亚洲全境，主要指东亚、南亚、东南亚与中华人民共和国有外交联系（不一定建立外交关系）的国家和地区。西亚国家事务主要由西亚北非司负责，中亚五国事务则属于欧亚司。
这些国家包括：阿富汗、巴基斯坦、不丹、朝鲜、东帝汶、菲律宾、韩国、柬埔寨、老挝、马尔代夫、马来西亚、蒙古、孟加拉国、缅甸、尼泊尔、日本、斯里兰卡、泰国、文莱、新加坡、印度、印度尼西亚、越南。
地区组织、合作机制和热点问题包括：东南亚国家联盟、东盟与中日韩合作、东亚峰会、中日韩合作、东盟地区论坛、亚洲合作对话、南亚区域合作联盟、澜沧江—湄公河合作、朝鲜半岛核问题六方会谈、南海各方行为宣言

## 历任司长
- 夏衍（1949，未到任）
  - 乔冠华（1949－1951，代司长）
  - 陈家康（1951－1952.7，代司长）
- 陈家康（1952.7－1955.1，1954.10－1955.1以部长助理兼）

| - 陈家康（1955.1－1955.9，部长助理兼第一亚洲司司长） | - 章文晋（1955.1－1955.9，第二亚洲司司长） |

- 陈家康（1955.9－1956.6，部长助理兼）
- 章文晋（1956.10－1958.11）

| - 章文晋（1958.11－1964.10，第一亚洲司司长） - 张彤（1964.7－1967，第一亚洲司司长） | - 陈叔亮（1958.11－1961.4，第二亚洲司司长） - 周秋野（1961.4－1964.6，第二亚洲司司长） - 姚广（1964.7－1967，第二亚洲司司长） |

- 刘春（1971－1972）
- 陆维钊（1972－1974）
- 柯华（1974－1975.8）
- 沈平（1975.8－1981.5）

| - 肖向前（1981.5－1982.8，第一亚洲司司长） | - 陈肇源（1981.5－1982.8，第二亚洲司司长） |

- 肖向前（1982.8－1982）
- 刘述卿（1982－1984，部长助理兼）
- 杨振亚（1984－1988）
- 徐敦信（1988.3－1990.11，1989.10－1990.11以部长助理兼）
- 王英凡（1990.11－1994.1）
- 傅学章（1994－1995）
- 王毅（1995－1998）
- 张九桓（1998－2000）
- 傅莹（2000－2003）
- 崔天凱（2003－2006）
- 胡正跃（2006－2008）
- 杨燕怡（2008－2010）
- 罗照辉（2011－2014）
- 孔铉佑（2014－2015）
- 肖千（2016－2017）
- 吴江浩（2017－2021，2020－2021以部长助理兼）
- 刘劲松（2021.7－）[3]